# Gare de Holtzheim
La gare de Holtzheim est une gare ferroviaire française fermée de la ligne de Strasbourg-Ville à Saint-Dié, située sur le territoire de la commune de Holtzheim, dans la collectivité européenne d'Alsace, en région Grand Est.
Elle est mise en service en 1864, par la Compagnie des chemins de fer de l'Est.
C'est une ancienne halte voyageurs de la Société nationale des chemins de fer français (SNCF).

## Situation ferroviaire
Établie à 148 mètres d'altitude, la gare de Holtzheim est située au point kilométrique (PK) 6,409 de la ligne de Strasbourg-Ville à Saint-Dié, entre les gares ouvertes de Lingolsheim et d'Entzheim-Aéroport.

## Histoire
La station de Holtzheim est mise en service le 29 septembre 1864 par la Compagnie des chemins de fer de l'Est, lorsqu'elle ouvre à l'exploitation la section, à voie unique, de Strasbourg à Barr de sa ligne de « Strasbourg à Barr, à Mutzig et à Wasselonne ». Le bâtiment, dont plus rien ne subsiste, se présente sous la forme d'une maison de garde agrandie.
En 2012, la gare a une moyenne de 19 montées-descentes par jour de semaine, ce qui fait d'elle la moins fréquentée de l'agglomération strasbourgeoise.
En 2014, c'est une gare voyageurs d'intérêt local (catégorie C : moins de 100 000 voyageurs par an de 2010 à 2011), qui dispose de deux quais, un abri et deux passages à niveau pour les piétons.
À la mi-décembre 2015 (dernier arrêt d'un train le 12), la desserte de la halte est supprimée.

## Service des voyageurs
Holtzheim est fermée à tout trafic ferroviaire.
Néanmoins, la ligne 43 d'autobus de la Compagnie des transports strasbourgeois, desservant la commune, permet de rejoindre la halte voisine d'Entzheim-Aéroport.